# Kamilla Carvalho
Kamilla Carvalho é uma dançarina de samba brasileira que em 2018 se tornou a primeira mulher transgênero a dançar como musa no Carnaval do Rio de Janeiro.

## Biografia
Começou a desfilar no carnaval aos 14 anos, originalmente com a escola de samba Vizinha Faladeira. Em 2008, desfilou pela primeira vez com a escola de samba Acadêmicos do Salgueiro.
Após anos desfilando, obteve posição de destaque quando a diretora da escola, Regina Celi, convidou-a para dançar como musa no desfile de 2018, com enredo como tributo às mulheres negras. Na época, disse ter como inspirações Fábia Borges e Viviane Araújo. No ano seguinte, Carvalho foi convidada para dançar como musa do bloco de carnaval Cordão da Bola Preta.
Em 2021, atingiu mais de 20 mil seguidores na plataforma OnlyFans, e disse ter o sonho de usar o dinheiro obtido com a plataforma para comprar uma casa própria.
Disputou o concurso para Rainha da Corte do Carnaval 2024, promovido pela RioTur, pela escola de samba Vizinha Faladeira, sendo a primeira pessoa trans a concorrer a este título. Na época, ela declarou:
| “ | Me sinto vitoriosa por ter chegado até aqui. Como expectadora e foliã, eu acredito na potência de cada comunidade. Então, para mim será uma honra representar a comunidade de onde eu sou oriunda, além de ser porta voz do público LGBTQIA+. É preciso resistência, porque a caminhada é árdua. Mas assim como tem gente para te derrubar, também tem muitas pessoas amigas. | ” |

Em 2023, tornou-se a primeira rainha de bateria trans, pela Vizinha Faladeira. Em 2024, seu contrato como rainha de bateria foi renovado para o Carnaval de 2025.

### Vida pessoal
Carvalho foi submetida a quatro cirurgias como parte de sua transição, a partir dos 22 anos. Ela mudou legalmente de nome depois que se sentiu humilhada após passar por constrangimento em um aeroporto.
Kamilla também trabalha como cabeleireira.